# 臬玻穆的聖若望朝聖教堂

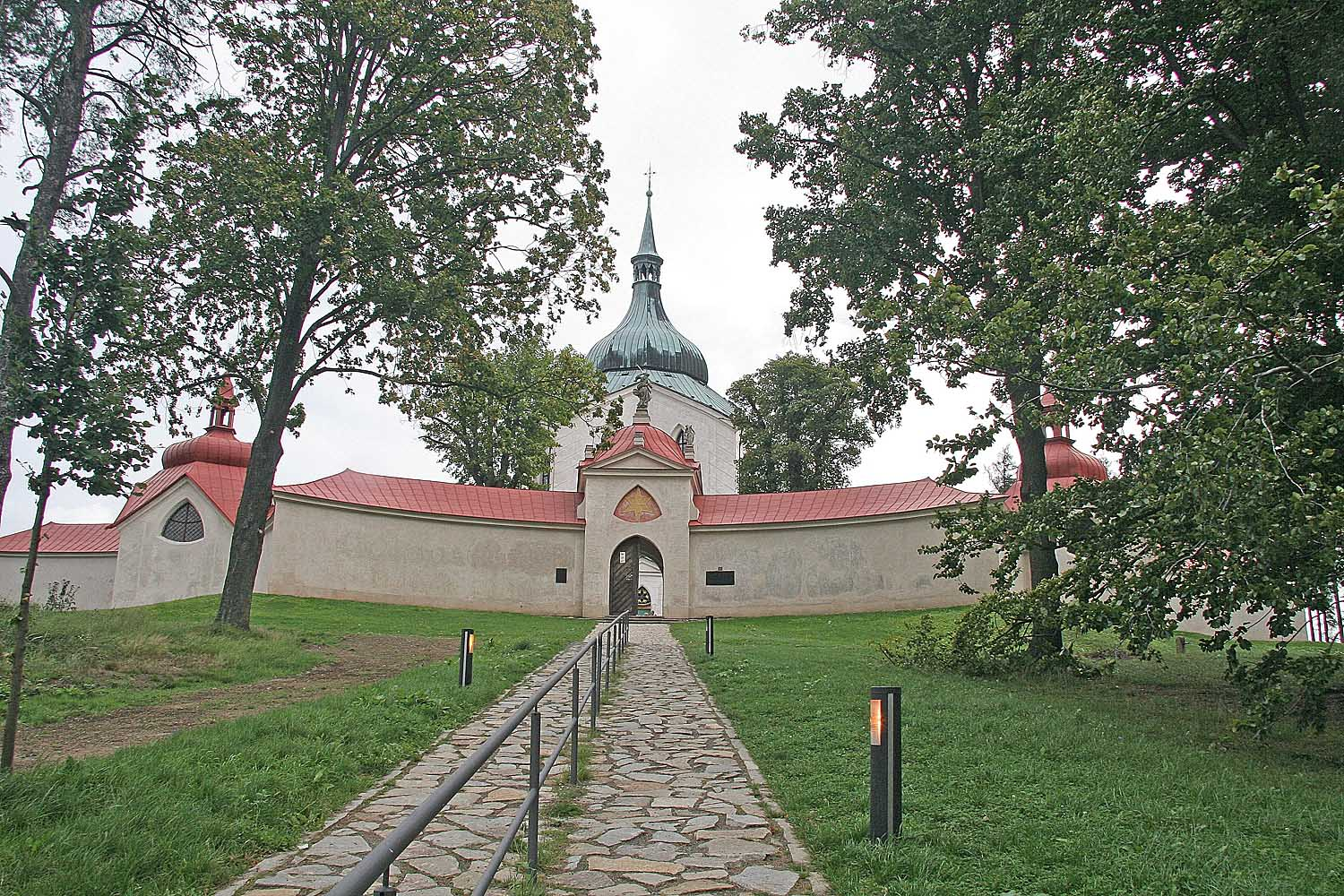

臬玻穆的聖若望朝聖教堂（捷克語：Poutní kostel svatého Jana Nepomuckého）是位於捷克波希米亞和摩拉維亞交界處小鎮薩扎瓦河畔日賈爾的一座教堂，始建設於1719年，完工於1769年。這座教堂融合了巴洛克建築和哥特式建築兩種風格的特徵。1994年，這座教堂被登錄入世界遺產名單。

## 外部連結
- Official website
- Unesco's website about Church of Saint John Nepomuk （页面存档备份，存于）
- Tourist information about the church （页面存档备份，存于）